# 中野力瑠
中野 力瑠（なかの りきる、2005年12月19日 - ）は、東京都青梅市出身のプロサッカー選手。ポジションはディフェンダー。所属先はJリーグ・ザスパ群馬。実兄はプロサッカー選手の中野就斗（サンフレッチェ広島所属）。

## 来歴
幼い頃から兄でサンフレッチェ広島所属の中野就斗の影響でサッカーに親しみ、小学1年生で地元クラブチーム「AZ’86青梅」に入団。中学校卒業までプレーする。高校は桐生第一高等学校に進学した。高校3年時にはキャプテンを務めた。
2023年10月23日、ザスパ群馬への加入が内定した。

## プレースタイル
精度の高いフィード力で攻撃の起点を担うことの出来る大型CB。身体能力の高さを活かし攻守において存在感を発揮する。所属チームではキャプテンも務め、チームを統率するリーダーシップにも期待。

## 所属クラブ
- AZ86’東京青梅ジュニア(青梅市立第六小学校)
- AZ86’東京青梅ジュニアユース(青梅市立西中学校)
- 2021年 - 2023年 桐生第一高等学校
- 2024年 - ザスパ群馬

## 個人成績
| 国内大会個人成績 | 国内大会個人成績 | 国内大会個人成績 | 国内大会個人成績 | 国内大会個人成績 | 国内大会個人成績 | 国内大会個人成績 | 国内大会個人成績 | 国内大会個人成績 | 国内大会個人成績 | 国内大会個人成績 | 国内大会個人成績 |
| 年度             | クラブ           | 背番号           | リーグ           | リーグ戦         | リーグ戦         | リーグ杯         | リーグ杯         | オープン杯       | オープン杯       | 期間通算         | 期間通算         |
| 年度             | クラブ           | 背番号           | リーグ           | 出場             | 得点             | 出場             | 得点             | 出場             | 得点             | 出場             | 得点             |
| 日本             | 日本             | 日本             | 日本             | リーグ戦         | リーグ戦         | リーグ杯         | リーグ杯         | 天皇杯           | 天皇杯           | 期間通算         | 期間通算         |
| ---------------- | ---------------- | ---------------- | ---------------- | ---------------- | ---------------- | ---------------- | ---------------- | ---------------- | ---------------- | ---------------- | ---------------- |
| 2024             | 群馬             | 25               | J2               | 0                | 0                | 1                | 0                | 1                | 0                | 2                | 0                |
| 通算             | 日本             | 日本             | J2               | 0                | 0                | 1                | 0                | 1                | 0                | 2                | 0                |
| 総通算           | 総通算           | 総通算           | 総通算           | 0                | 0                | 1                | 0                | 1                | 0                | 2                | 0                |

出場歴
- Jリーグ初出場 - 2025年6月7日 J3第15節 栃木SC戦 (カンセキスタジアムとちぎ)